# 60 Seconds!
60 Seconds! este un joc video de acțiune-aventură dezvoltat și publicat de studioul polonez  Robot Gentleman. A fost lansat inițial pentru Windows pe 25 mai 2015,  apoi pe 18 decembrie 2017 pentru Nintendo Switch,  și pe 6 martie 2020 pentru PlayStation 4 și Xbox One.  Povestea se concentrează pe faptul că o bombă nucleară a fost aruncată asupra orașului jucătorului, obligându-l să adune cât mai multe provizii și membri ai familiei în 60 de secunde.
Jocul a fost inițial conceput ca un test pentru a verifica dacă motorul de joc Unity era potrivit pentru acest proiect. A fost lansat pe piață datorită succesului obținut de test.
O versiune actualizată a jocului numită 60 Seconds! Reatomized a fost lansată la 25 iulie 2019.

## Rezumat

### Setare și personaje
60 Seconds! are loc într-un oraș neidentificat din Statele Unite ale Americii în perioada anilor 1950. Jocul prezintă familia Robinson (Ted, Dolores, Mary Jane și Timmy) în timp ce încearcă să supraviețuiască efectelor apocalipsei nucleare timp de cât mai mult timp posibil. În timp ce familia supraviețuiește, alți supraviețuitori pot fi întâlniți, cum ar fi frații gemeni din orașul Hill Valley. De asemenea, o pisică cunoscută sub numele de "Sharikov" poate fi găsită și clonată în timpul povestirii, rezultând mai multe pisici în adăpost. Mutanți și hoți pot apărea la ușa adăpostului și pot forța familia să se apere.

## Recepție
60 Seconds! a primit o notă de 64/100 pentru versiunea de PC conform Metacritic.  De asemenea, Metacritic a acordat versiunii pentru Xbox One o notă de 63/100.  NintendoLife a dat jocului o notă de 4/10, în timp ce PocketGamer a acordat jocului o notă de 4/5.